# Basler Hof

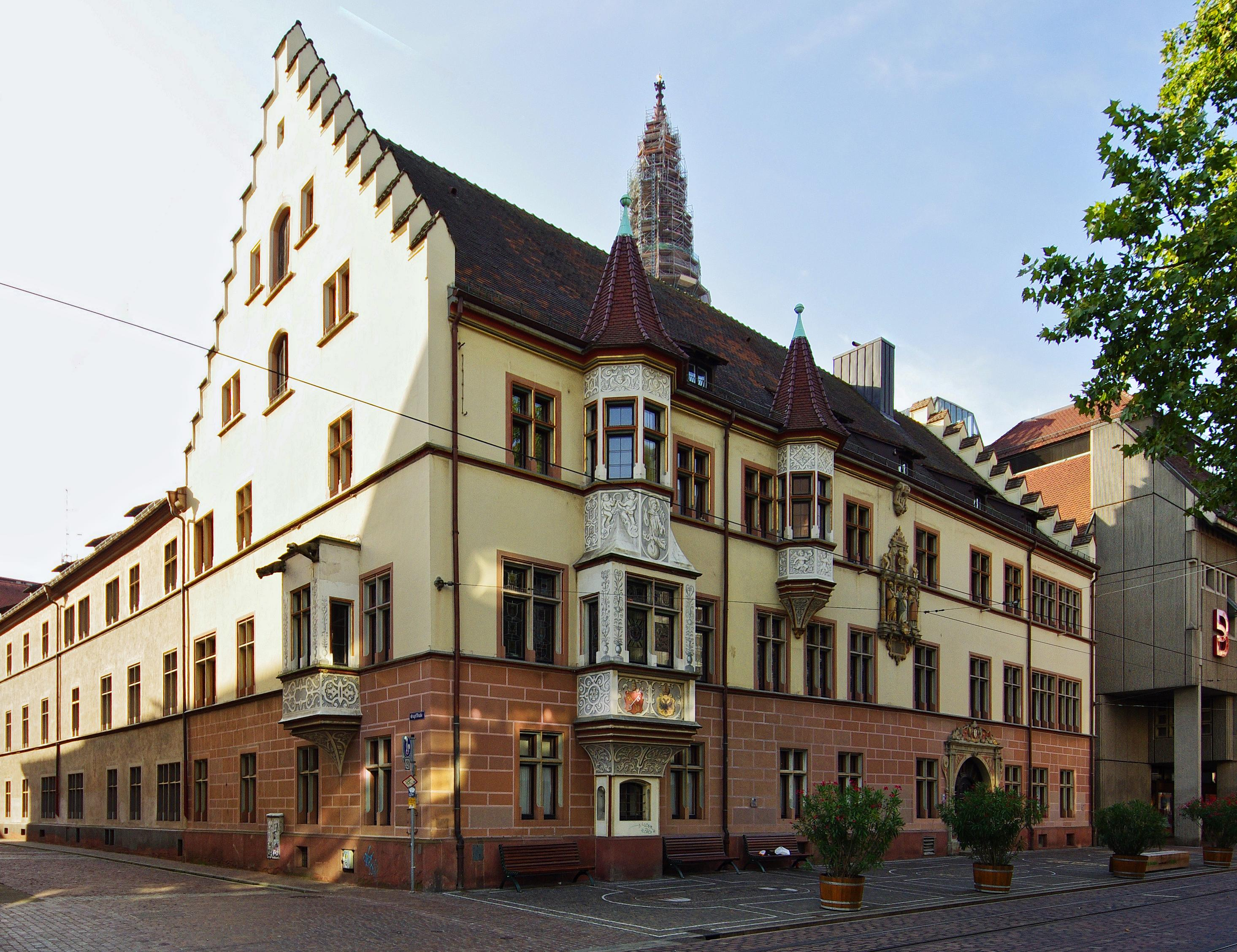
Der Basler Hof

Der Basler Hof in der Kaiser-Joseph-Straße in Freiburg ist ein spätgotisches Gebäude aus dem ausgehenden 15. Jahrhundert und ist heute Sitz des Regierungsbezirks Freiburg, der Ende 1972 aus dem Regierungsbezirk Südbaden hervorging.

## Geschichte

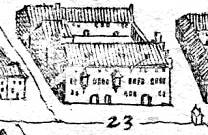
Basler Hof 1644 in der Stadtansicht von Matthäus Merian

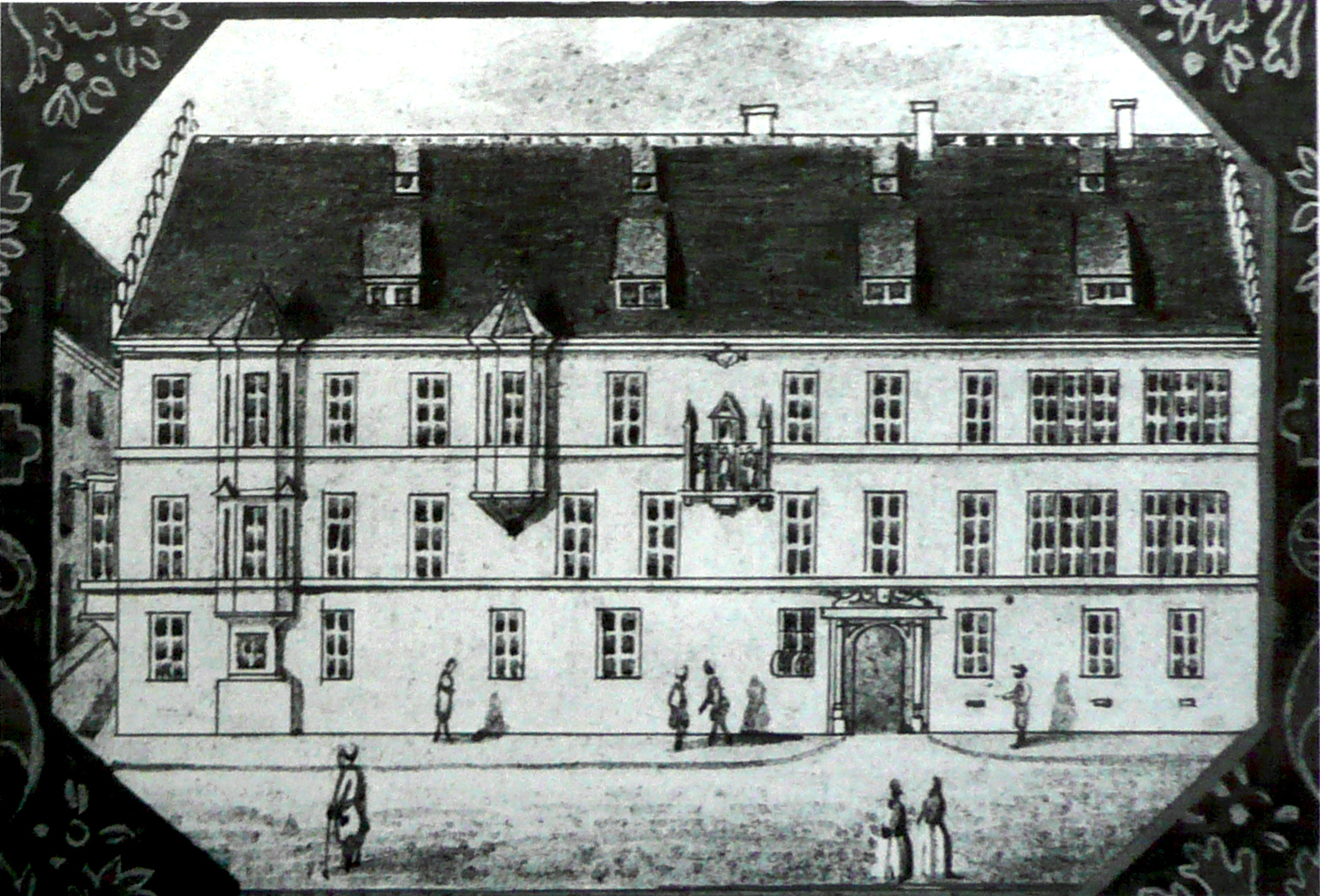
Basler Hof Anfang des 19. Jh.

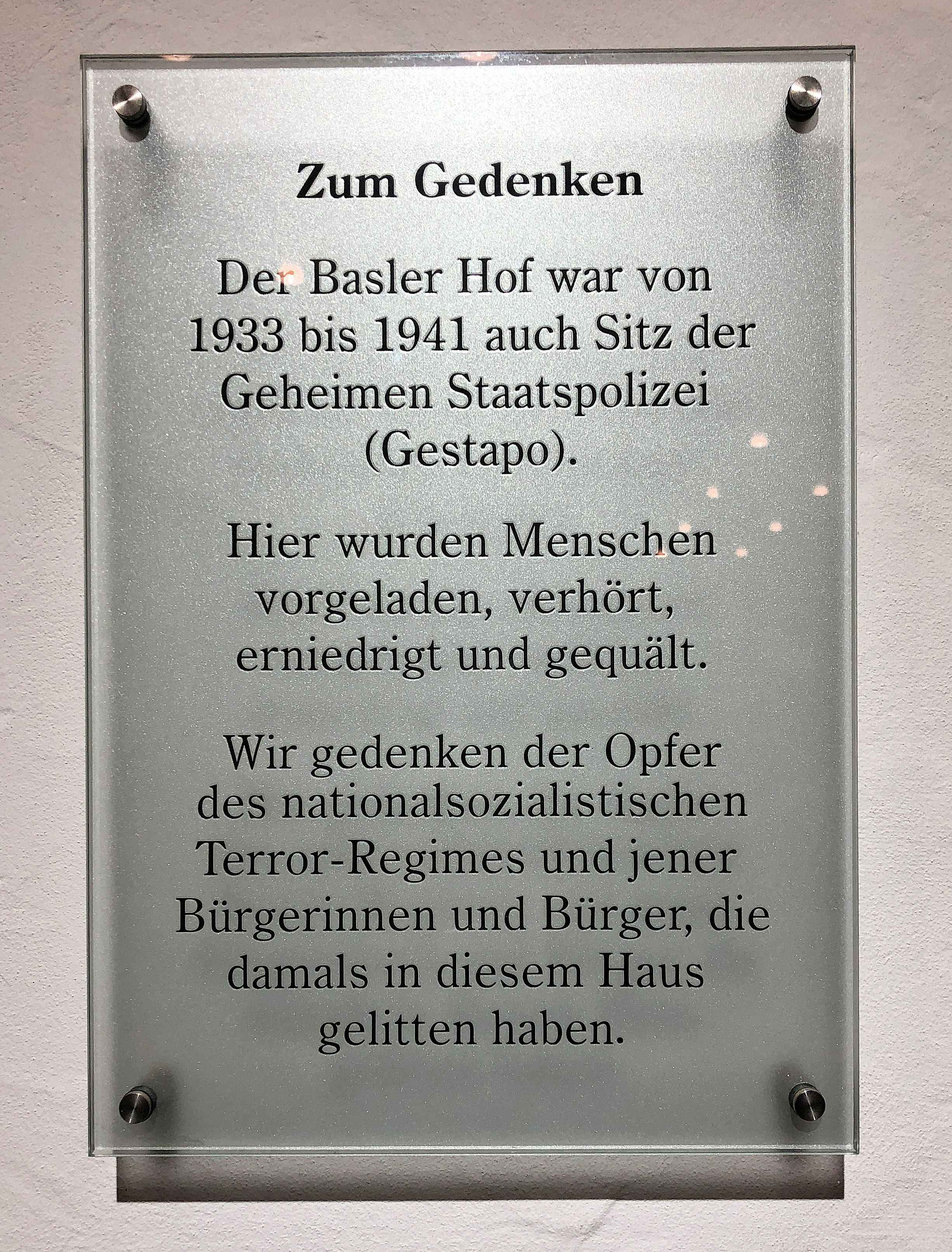
Gedenktafel an die Opfer des Nazi-Terrors im Basler Hof

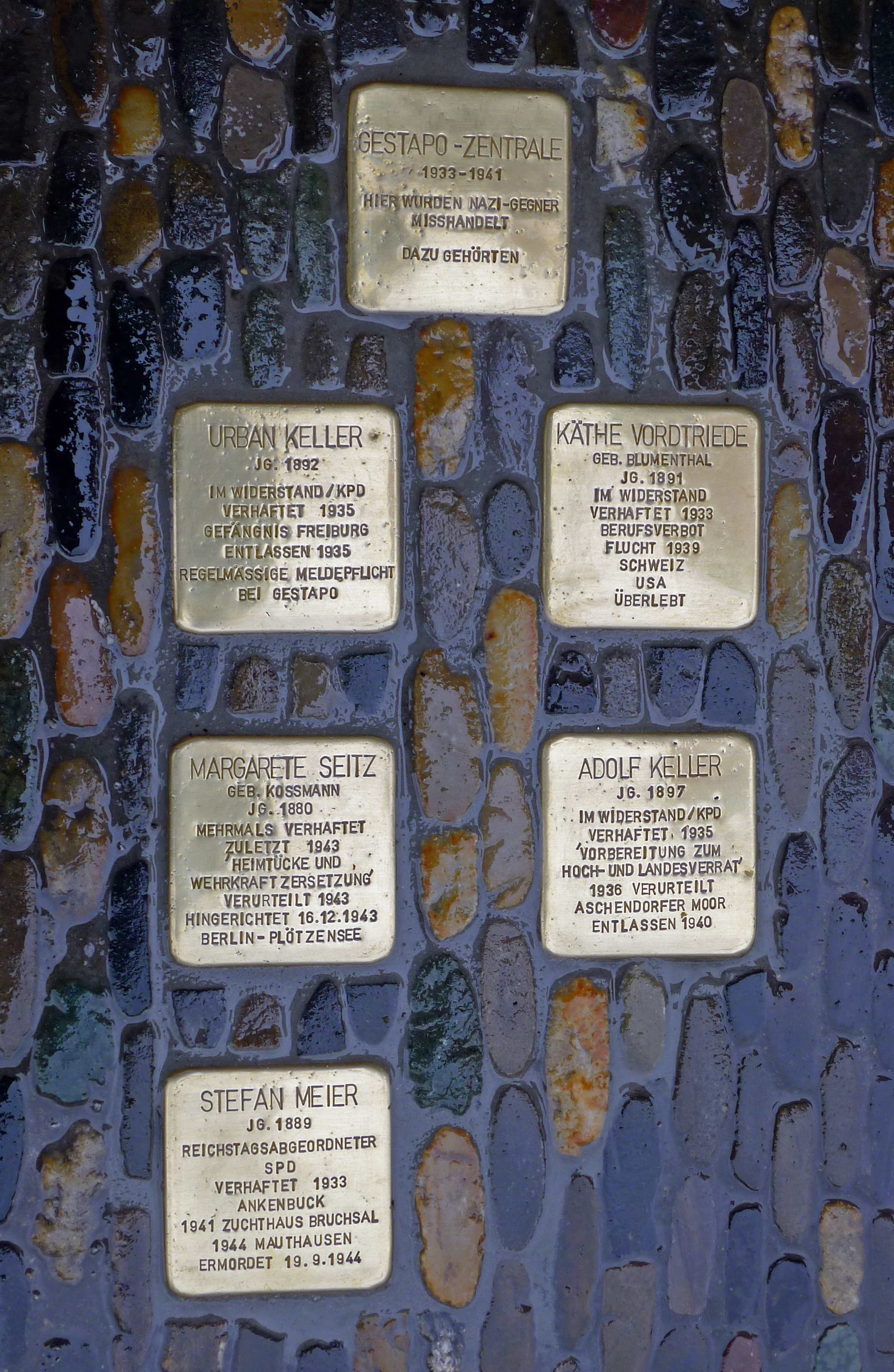
Stolpersteine vor dem Basler Hof

Von 1494 bis 1496 ließ Konrad Stürtzel von Buchheim, der Hofkanzler von Kaiser Maximilian I. sein Stadtpalais an der Großen Gass auf sieben zusammenliegenden Hofstätten errichten, die er seit 1480 erworben hatte.
Nachdem das Basler Domkapitel 1529 vor den Auswüchsen der Reformation aus Basel ins katholische Freiburg geflüchtet war, erwarben die Chorherren 1587 den Stürtzelschen Palast und ließen ihn ihren Bedürfnissen entsprechend ausbauen. Bis 1678 war der nun 'Basler Hof' genannte Bau die Exil-Residenz des Basler Domkapitels. Als die Truppen Ludwig XIV. im November 1677 die Stadt eingenommen hatten, erkannten die neuen Machthaber das Domkapitel nicht als eine neutrale, dem Bistum Basel angehörende Körperschaft an. Sie behielten dessen Einkünfte zurück, so dass die Domherren gezwungen waren, am 1. November 1678 Freiburg zu verlassen, und sich anschließend in Arlesheim im Bistum Basel niederließen. Die neuen Machthaber konfiszierten den Basler Hof. Als der französische König Ludwig XIV. sich 1681 seine Neuerwerbung Freiburg ansehen und den Fortschritt der von Sébastien Le Prestre de Vauban begonnenen Befestigung der Stadt begutachten wollte, verbrachte er eine Nacht in dem Gebäude.
Im Frieden von Rijswijk 1697 wurde Freiburg dem Hause Habsburg restituiert. Nun nutzten die österreichischen Behörden den Basler Hof. Mit der Neuordnung der Verwaltung im Habsburger Reich trennte Maria Theresia am 29. April 1752 die Vorlande als eigenständige Provinz von Tirol. Am 1. Januar 1753 nahm die Verwaltung von Vorderösterreich ihre Arbeit zunächst in Konstanz auf. Ab 1759 bis 1806 residierten die in Wien ernannten Regierungspräsidenten im Basler Hof. Mit dem Übergang des Breisgaus an das Großherzogtum Baden zog 1806 die badische Verwaltung in das Gebäude ein.
Von 1824 bis 1864 befand sich dort das Hofgericht Freiburg, das später zum Landgericht Freiburg wurde. Am 20. März 1849 fand dort das Schwurgerichtsverfahren gegen Gustav Struve und Karl Blind statt, beide Teilnehmer an der Erhebung vom September 1848 gegen die großherzogliche Regierung.
Nachdem die Badische Revolutionsregierung am 24. Juni 1849 von Karlsruhe nach Freiburg geflüchtet war, nahm sie im Basler Hof ihre Arbeit wieder auf. Doch es blieb bei einer Episode, denn am 7. Juli 1849 nahmen preußische Truppen die Stadt ein und beendeten die Badische Revolution.
Von 1933 bis 1941 war der Basler Hof Sitz der Geheimen Staatspolizei (Gestapo). Seit dem Jahr 2009 erinnern eine Gedenktafel im und seit 2013 Stolpersteine vor dem Gebäude daran, dass dort Nazi-Gegner misshandelt wurden. Gewürdigt werden Urban Keller (KPD-Mitglied), Käthe Vordtriede (SPD-Mitglied und Journalistin der Volkswacht), Margarete Seitz (Wehrkraftzersetzung), Adolf Keller (Hochverrat) und Stefan Meier (SPD-Reichstagsabgeordneter).
Im Zweiten Weltkrieg wurde der Gebäudekomplex während des Luftangriffs am 27. November 1944 weitgehend zerstört. Während des Wiederaufbaus 1950/51 wurde darauf geachtet, die gut erhaltene Fassade und den mittelalterlichen Charakter der Bausubstanz zu erhalten.
Von 1950 bis 1952 war der Basler Hof Sitz des Innenministeriums der Regierung von Südbaden. Heute ist er Sitz des Regierungspräsidenten des Regierungsbezirks Freiburg und des Regierungspräsidiums.

## Architektur und Ausstattung

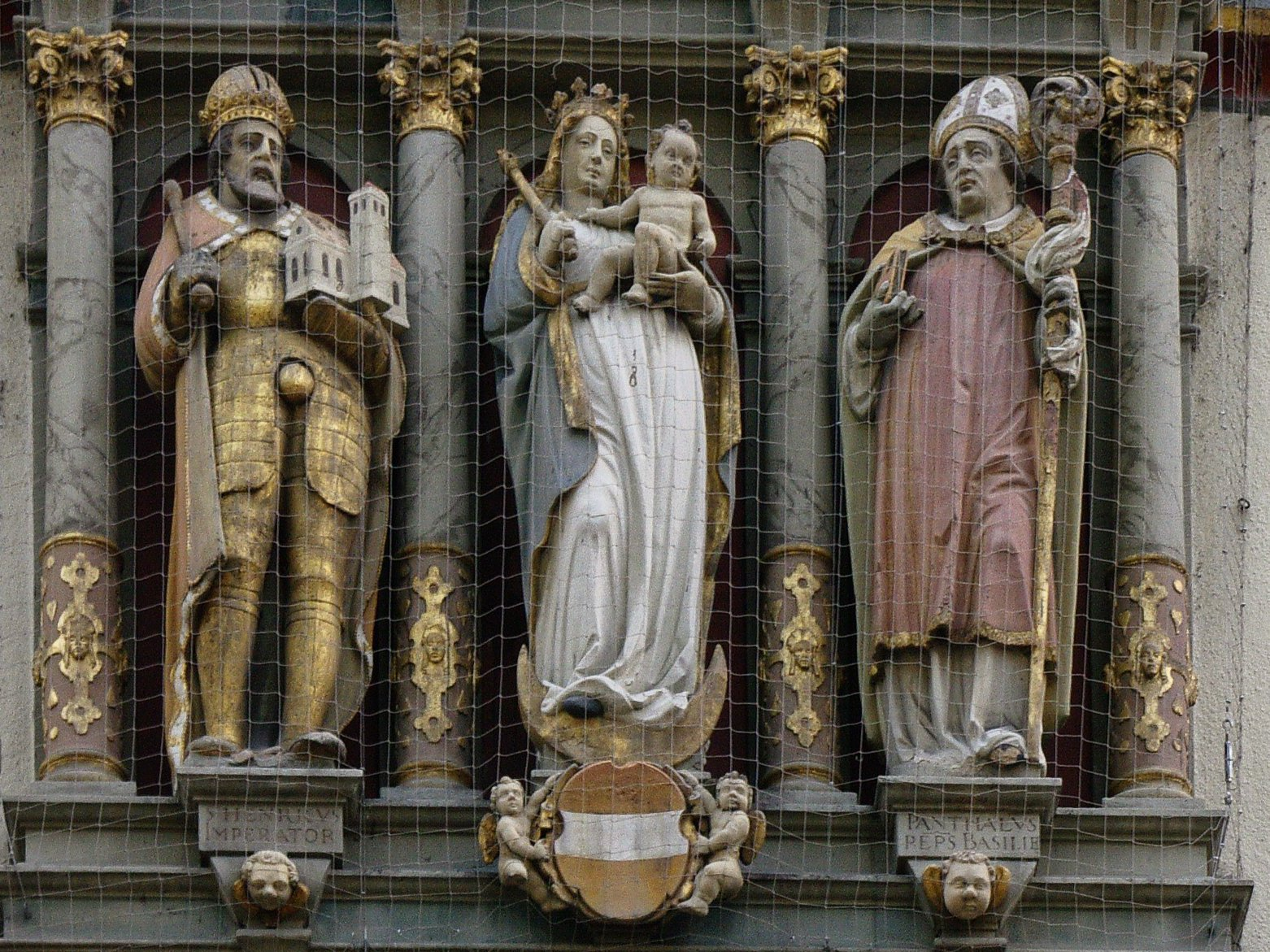
Die drei Bistumspatrone Basels an der Fassade: Kaiser Heinrich II., Maria und der legendäre erste Basler Bischof Pantalus

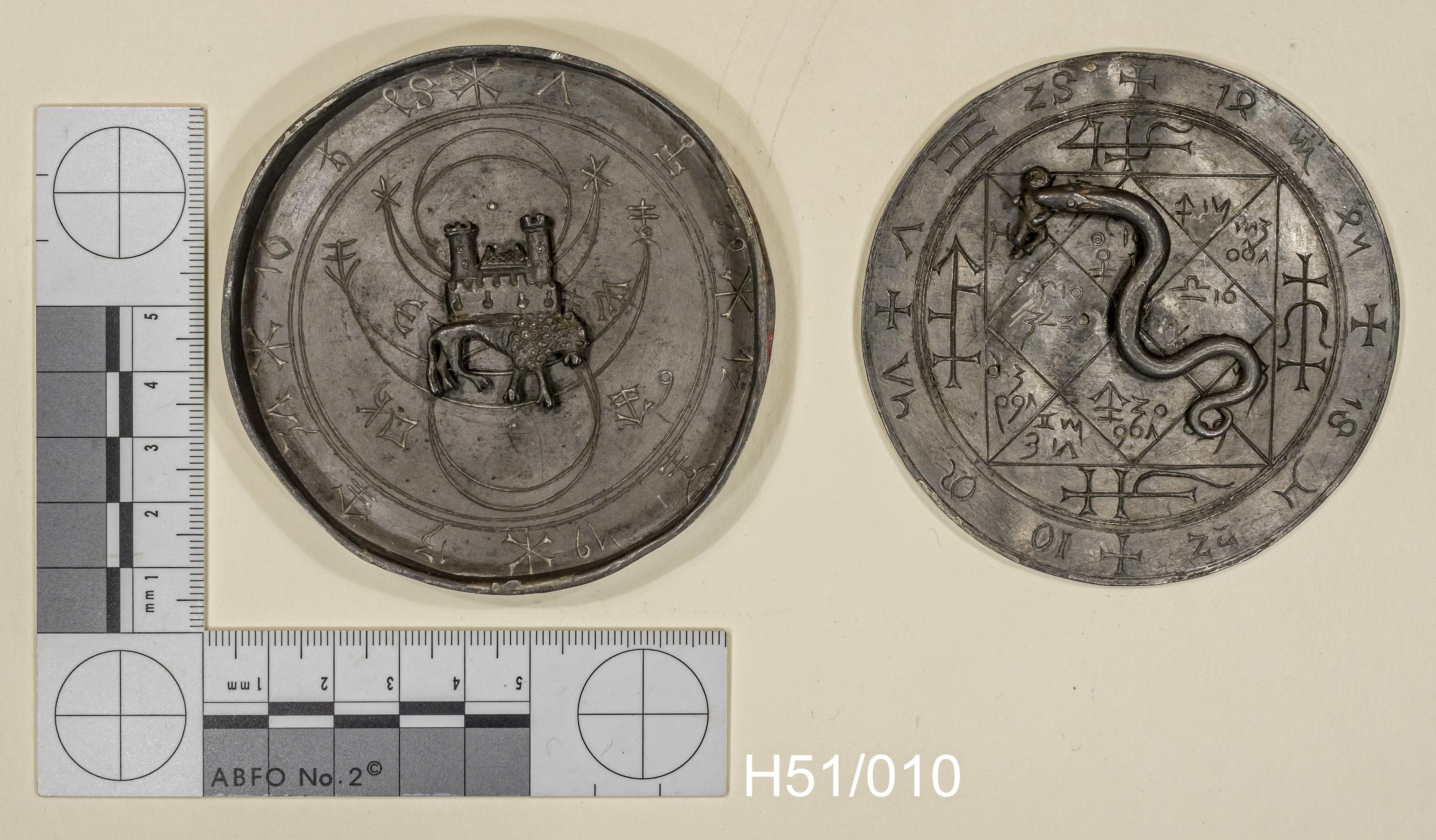
Bauamulett, das neben dem Eingangsportal eingemauert war.

Der später 'Basler Hof' genannte Bau von Stürtzel war seinerzeit der größte Adelshof und Profanbau in Freiburg. Man kann davon ausgehen, dass es kein kompletter Neubau war, da an einem Erker noch die Jahreszahl 1416 zu finden ist, die Stockwerke auf unterschiedlichen Höhen liegen und sich oberhalb des Kragsteins eine das Gebäude komplett trennende Brandmauer befindet.
Im Jahre 1505 ließ Stürtzel für die Hauskapelle (abgebrochen 1803) seines Stadtpalais den Drei-Königsaltar von Hans Wydyz anfertigen, der heute im Freiburger Münster steht.
Das Domkapitel stellte die drei Basler Bistumspatrone – Maria, flankiert von Heinrich II. und dem ersten Basler Bischof Pantalus  – an der Straßenfront in einer Schmuckschatulle zur Schau.
1950 wurde in den Trümmern des 1944 zerstörten Hauses neben dem Haupteingang eine handtellergroße runde Bleikapsel mit astrologischen Gravuren und kleinen plastischen Figuren gefunden, die als Bauamulett bezeichnet wird und bisher nicht gedeutet werden konnte. Die außen unverzierte Kapsel enthält innen am Boden astrologische Zeichnungen und aufgelötet einen Löwen, der eine Burg trägt. Der Deckel zeigt ein Horoskop und aufgelötet eine Schlange mit Kind im Maul.